# Hymenophyllum axillare
Hymenophyllum axillare är en hinnbräkenväxtart som beskrevs av Olof Peter Swartz. Hymenophyllum axillare ingår i släktet Hymenophyllum och familjen Hymenophyllaceae. Inga underarter finns listade.